# زين السودان
الشركة السودانية للهاتف السيار أو زين السودان هي إحدى شركات مجموعة زين الرائدة في خدمات الاتصالات والبيانات المتنقلة في منطقة الشرق الأوسط وشمال أفريقيا. تأسست عام 1996 باسم "موبيتل" حيث كانو  أول من أطلق خدمة الاتصالات المتنقلة في السودان.

## مؤشرات الأداء
في 2019 حققت الشركة الام زيادة في الارباح الا ان مؤشر السودان تاثر بإنخفاض قيمة الجنية السوداني بنسبة %30 من متوسط 31.9 جنيها مقابل سعر صرف الدولار الاميركي عن عام 2018 إلى 45.8 جنيها عن عام 2019.
وهي المرة الأولي التي حققت فيها زين السودان نموا في أرباحها الصافية (بالدولار الاميركي) منذ التقلب الحاد في أسعار صرف الجنيه السوداني.